# Family Table Tennis
Family Table Tennis (с англ. — «Семейный настольный теннис») — Компьютерная игра в жанре симулятор тенниса.

## Игровой процесс
Family Table Tennis упрощённо показывает игру в настольный теннис. В игре необходимо управлять персонажами: матерью, отцом, сыном Билли (англ. Billy) и дочерью Сарой (англ. Sarah). Члены семьи играют в настольный теннис. Как и в Wii Sports, одним персонажем управляет компьютер, другой персонаж управляется с помощью Wii Remote, игрок должен отбить мяч. Можно выбрать один из четырех кортов (пляж, лес, парк развлечений и обычный «турнирный» корт). 
Также доступно три мини-игры. В мини-игре Rally можно заработать определённое количество очков в зависимости от длины розыгрыша, в режиме Target необходимо нацелиться на определённую часть стола, в третьей мини-игре нужно попасть в какой-либо фрукт. 

## Оценки
В IGN остались недовольны игрой, они поставили ей оценку 2,5 балла из 10. По их мнению, графика игры «уродливая». Также критиковался «отвратительный» дизайн и «скучный и поверхностный» геймплей. В Nintendo Life отметили, что эта простая игра подходит для детей, но для среднестатистического игрока она не подойдёт. 
Эксперт Wired Крис Колер, несмотря на эти мнения, счёл игру «выдающейся» и отметил «низкую стоимость» игры.